# Ta (Arabische letter)

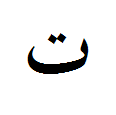
Ta in geïsoleerde vorm

Tāʾ, تاء, is de derde letter van het Arabisch alfabet. Hij stamt af van de letter taw uit het Fenicische alfabet en is daardoor verwant met de Latijnse T, de Griekse tau en de Hebreeuwse taw. Aan de ta kent men de getalswaarde 400 toe.

## Uitspraak
De ta klinkt als de Nederlandse "T" in "tafel".
De ta is een zonneletter, dat wil zeggen dat hij een voorafgaand bepaald lidwoord "al" assimileert. Voorbeeld "de Turk" - التركي : uitspraak niet "al-turki" maar "at-turki".

## Ta in Unicode
| Unicode Codepoint | U+062A            |
| Unicode-Name      | ARABIC LETTER TEH |
| HTML              | &#1578;           |
| ISO 8859-6        | 0xca              |

Basisalfabet: ا (alif) · 
ب (ba) · 
ت (ta) · 
ث (tha) · 
ج (jim) ·
ح (ḥa) ·
خ (kha) ·
د (dal) ·
ذ (dhal) ·
ر (ra) ·
ز (zai) ·
س (sin) ·
ش (sjin) ·
ص (ṣad) ·
ض (ḍad) ·
ط (ṭah) ·
ظ (ẓa) ·
ع (ain) ·
غ (gain) ·
ف (fa) ·
ق (qaf) ·
ك (kaf) ·
ل (lam) ·
م (mim) ·
ن (nun) ·
ه (ha) ·
و (waw) ·
ي (ya)
Aanvullende tekens: ء (hamza) ·
آ (alif madda) ·
ة (tāʾ marbūṭa) ·
ى (alif maqṣūra) ·
لا (lām-alif)
Klinkertekens: fatḥa ·
kasra ·
ḍamma ·
shadda ·
sukūn ·
waṣla